# WWE Royal Rumble (2017)
Der 30. WWE Royal Rumble 2017 war eine Wrestling-Veranstaltung der WWE, die als Pay-per-View und auf dem WWE Network ausgestrahlt wurde. Sie fand am 29. Januar 2017 im Alamodome in San Antonio, Texas, Vereinigte Staaten statt. Es war die 30. Austragung des Royal Rumble seit 1988. Die Veranstaltung fand zum zweiten Mal nach 1997 im Alamodome, zum dritten Mal nach 1997 und 2007 in San Antonio und zum vierten Mal nach 1989, 1997 und 2007 in Texas statt.

## Hintergrund
Im Vorfeld der Veranstaltung wurden acht Matches angesetzt, davon drei für die Pre-Show. Diese resultierten aus den Storylines, die in den Wochen vor dem Royal Rumble bei Raw und SmackDown Live sowie der exklusiven Cruiserweight-Show 205 Live, den wöchentlichen Shows der WWE, gezeigt wurden. Als Hauptkampf wurde ein traditionelles Royal-Rumble-Match, eine 30-Mann-Battle-Royal angesetzt.

### Pre-Show-Matches
Bei Roadblock: End of the Line am 18. Dezember 2016 besiegten Cesaro und Sheamus in einem Match um die WWE Raw Tag Team Championship die Titelträger The New Day (Big E und Kofi Kingston mit Xavier Woods) und beendeten damit deren 483 Tage lange Rekord-Titelregentschaft. Am 26. Dezember 2016 bei Raw konnten Cesaro und Sheamus ihre Titel erfolgreich in einem Rückmatch gegen The New Day verteidigen. Am 16. Januar 2017 kam es dann erneut bei Raw zu einem ersten Titelmatch zwischen Cesaro und Sheamus auf der einen sowie Karl Anderson und Luke Gallows auf der anderen Seite, welches die Herausforderer durch Disqualifikation gewannen, nachdem Sheamus versehentlich den Ringrichter niedergeschlagen hatte. Dadurch behielten Cesaro und Sheamus ihre Titel jedoch. Für den Royal Rumble wurde daher ein erneutes Titelmatch zwischen den beiden Teams festgesetzt, welches von zwei Ringrichtern geleitet wurde.
Ebenfalls bei Roadblock: End of the Line fand ein 30-Minuten-Iron-Woman-Match zwischen der Championesse Sasha Banks und Charlotte Flair um die WWE Raw Women’s Championship statt, welches Charlotte Flair gewann und damit die fast einjährige Fehde zwischen den beiden beendete. Am Tag darauf wurde Banks bei Raw von Nia Jax attackiert. Am 2. Januar 2017 bestritt Nia Jax ein Match gegen Bayley um die Hauptherausforderin auf den Titel von Charlotte Flair zu bestimmen. Während des Matches kam Sasha Banks an den Ring und sorgte durch eine Ablenkung dafür, dass Jax dieses verlor. Wiederum eine Woche später kam es zu einem Tag-Team-Match zwischen Banks und Bayley auf der einen sowie Jax und Flair auf der anderen Seite, welches letztere gewannen. Am 16. Januar 2017 wurde schließlich ein Match zwischen Sasha Banks und Nia Jax für den Royal Rumble bekannt gegeben.
Ein drittes Match für die Pre-Show wurde nach der letzten SmackDown Live-Ausgabe vor dem Royal Rumble am 24. Januar 2017 angekündigt. Dabei trafen Becky Lynch, Nikki Bella und Naomi in einem Sechs-Frauen-Tag-Team-Match auf Alexa Bliss, Mickie James und Natalya.

### Pay-per-View-Matches
Auch Kevin Owens bestritt bei Roadblock: End of the Line ein erfolgreiches Match, als er seine WWE Universal Championship gegen Roman Reigns verteidigen durfte, nachdem sein Verbündeter Chris Jericho eine Disqualifikation von Reigns herbeigeführt hatte. Am Tag darauf verkündete der General Manager von Raw Mick Foley bekannt, dass Reigns, der zu diesem Zeitpunkt zugleich Träger der WWE United States Championship war, beim Royal Rumble ein Rückmatch um die WWE Universal Championship erhalten und Jericho während dieses Matches in einem über dem Ring hängenden Haifischkäfig eingesperrt sein werde.
Charlotte Flair konnte am 18. Dezember 2016 bei Roadblock: End of the Line Sasha Banks besiegen und damit zum vierten Mal die WWE Raw Women’s Championship gewinnen. Am 2. Januar 2017 kam es bei Raw zu einem Match zwischen Nia Jax und Bayley, welches letztere gewann und daher zur Herausforderin auf den Titel von Flair für den Royal Rumble erklärt wurde, womit das Match zwischen Flair und Bayley für die Veranstaltung festgesetzt war.
Die WWE Cruiserweight Championship konnte bei Roadblock: End of the Line Rich Swann in einem Triple-Threat-Match gegen die früheren Titelträger T. J. Perkins und The Brian Kendrick verteidigen. Im Anschluss an das Match wurden Swann und Perkins von dem zurückkehrenden Neville attackiert. Am 26. Dezember 2016 forderte Neville Swann bei Raw zu einem Match heraus, was Swann später an diesem Abend akzeptierte. Einen Tag später konnte Neville Swann bei 205 Live besiegen. Am 10. Januar 2017 einigten sich die beiden erneut bei 205 Live auf ein Titelmatch beim Royal Rumble.
AJ Styles gewann am 4. Dezember 2016 bei TLC: Tables, Ladders & Chairs ein Match um die WWE Championship, die er damit erfolgreich gegen Dean Ambrose verteidigen konnte. Am 27. Dezember 2017 kehrte John Cena bei SmackDown Live nach einer knapp zweimonatigen Auszeit zur WWE zurück und sprach eine Herausforderung an den WWE Champion aus. Das Match zwischen Styles und Cena, die sich bereits bei Money in the Bank und beim SummerSlam im Vorjahr in Einzelmatches gegenüber standen, welche jeweils von Styles gewonnen wurden, wurde eine Woche später bestätigt.

### Main Event
Nachdem er bei der Survivor Series am 20. November 2016 Brock Lesnar in seinem ersten Wrestling-Match nach zwölf Jahren besiegen durfte, gab Goldberg am darauffolgenden Tag bei Raw bekannt, der erste Teilnehmer des Royal-Rumble-Matches Ende Januar zu sein. Eine Woche später ließ auch Lesnar über seinen Manager Paul Heyman mitteilen, dass er an besagtem Match teilnehmen werde.
Am 2. Januar 2017 erklärten The New Day (Big E, Kofi Kingston und Xavier Woods) sowie später noch Chris Jericho und Braun Strowman bei Raw, dass sie ebenfalls am Royal-Rumble-Match teilnehmen werden. Einen Tag später gab Baron Corbin als erster Wrestler von SmackDown Live seine Teilnahme bekannt, ebenso wie in der folgenden Woche Undertaker bei Raw sowie The Miz und Dean Ambrose bei SmackDown Live und Dolph Ziggler anschließend bei Talking Smack.
Am 16. Januar 2017 bestätigten die Träger der WWE Raw Tag Team Championship Cesaro und Sheamus auf Twitter ihre Teilnahme am Royal-Rumble-Match. Einen Tag später folgten bei SmackDown Live das Stable The Wyatt Family (Bray Wyatt, Luke Harper und Randy Orton). Am 23. Januar 2017 verkündete WWE auf Facebook die Teilnahme von Big Show. Am Abend desselben Tages wurden bei Raw auch Big Cass und Rusev für das Match bestätigt. Zudem verlor Seth Rollins dort seinen Platz, den er bereits am 9. Januar in Anspruch genommen hatte, in einem Match an Sami Zayn. Am 24. Januar 2017 gewann Mojo Rawley bei SmackDown Live eine Zehn-Mann-Battle-Royal und damit einen Platz im Royal Rumble. Somit waren 22 von 30 Plätzen im Royal-Rumble-Match bereits im Vorfeld vergeben.

## Ergebnisse

### Übersicht
| Matchart                                                                                   |                                  |      |                                     | Zeit  |
| ------------------------------------------------------------------------------------------ | -------------------------------- | ---- | ----------------------------------- | ----- |
| Sechs-Frauen-Tag-Team-Match (Pre-Show-Match)                                               | Becky Lynch, Naomi & Nikki Bella | bes. | Alexa Bliss, Mickie James & Natalya | 09:35 |
| Tag-Team-Match mit zwei Ringrichtern um die WWE Raw Tag Team Championship (Pre-Show-Match) | Karl Anderson & Luke Gallows     | bes. | Cesaro & Sheamus (C)                | 10:29 |
| Singles-Match (Pre-Show-Match)                                                             | Nia Jax                          | bes. | Sasha Banks                         | 05:10 |
| Singles-Match um die WWE Raw Women’s Championship                                          | Charlotte Flair (C)              | bes. | Bayley                              | 13:05 |
| No-Disqualification-Match um die WWE Universal Championship                                | Kevin Owens (C)                  | bes. | Roman Reigns                        | 22:55 |
| Singles-Match um die WWE Cruiserweight Championship                                        | Neville                          | bes. | Rich Swann (C)                      | 14:00 |
| Singles-Match um die WWE Championship                                                      | John Cena                        | bes. | AJ Styles (C)                       | 24:10 |
| 30-Mann-Royal-Rumble-Match um einen Platz im Main Event von WrestleMania 33                | Randy Orton                      | bes. | Roman Reigns und 28 weitere         | 62:07 |

### Royal-Rumble-Match
| #  | Name            | Brand          | Eliminiert als | Eliminiert durch   | Zeit im Ring | Eliminierungen |
| -- | --------------- | -------------- | -------------- | ------------------ | ------------ | -------------- |
| 01 | Big Cass        | Raw            | 03.            | Braun Strowman     | 09:57        | 0              |
| 02 | Chris Jericho   | Raw            | 27.            | Roman Reigns       | 60:13        | 02             |
| 03 | Kalisto         | SmackDown Live | 04.            | Braun Strowman     | 08:17        | 0              |
| 04 | Mojo Rawley     | SmackDown Live | 02.            | Braun Strowman     | 06:16        | 0              |
| 05 | Jack Gallagher  | Raw            | 01.            | Mark Henry         | 03:20        | 0              |
| 06 | Mark Henry      | Raw            | 05.            | Braun Strowman     | 03:17        | 01             |
| 07 | Braun Strowman  | Raw            | 09.            | Baron Corbin       | 13:11        | 07             |
| 08 | Sami Zayn       | Raw            | 25.            | Undertaker         | 47:12        | 0              |
| 09 | Big Show        | Raw            | 06.            | Braun Strowman     | 01:42        | 0              |
| 10 | Tye Dillinger   | NXT            | 08.            | Braun Strowman     | 05:27        | 0              |
| 11 | James Ellsworth | SmackDown Live | 07.            | Braun Strowman     | 00:15        | 0              |
| 12 | Dean Ambrose    | SmackDown Live | 16.            | Brock Lesnar       | 26:55        | 0              |
| 13 | Baron Corbin    | SmackDown Live | 21.            | Undertaker         | 32:39        | 01             |
| 14 | Kofi Kingston   | Raw            | 10.            | Cesaro             | 16:13        | 0              |
| 15 | The Miz         | SmackDown Live | 24.            | Undertaker         | 32:44        | 0              |
| 16 | Sheamus         | Raw            | 14.            | Chris Jericho      | 12:13        | 02             |
| 17 | Big E           | Raw            | 12.            | Cesaro und Sheamus | 09:46        | 0              |
| 18 | Rusev           | Raw            | 20.            | Goldberg           | 22:31        | 0              |
| 19 | Cesaro          | Raw            | 13.            | Chris Jericho      | 06:44        | 02             |
| 20 | Xavier Woods    | Raw            | 11.            | Sheamus            | 04:47        | 0              |
| 21 | Bray Wyatt      | SmackDown Live | 28.            | Roman Reigns       | 24:11        | 0              |
| 22 | Apollo Crews    | SmackDown Live | 15.            | Luke Harper        | 05:46        | 0              |
| 23 | Randy Orton     | SmackDown Live | 0–             | Sieger             | 20:52        | 01             |
| 24 | Dolph Ziggler   | SmackDown Live | 17.            | Brock Lesnar       | 04:21        | 0              |
| 25 | Luke Harper     | SmackDown Live | 22.            | Goldberg           | 09:56        | 01             |
| 26 | Brock Lesnar    | Raw            | 19.            | Goldberg           | 04:30        | 03             |
| 27 | Enzo Amore      | Raw            | 18.            | Brock Lesnar       | 00:18        | 0              |
| 28 | Goldberg        | Raw            | 23.            | Undertaker         | 03:21        | 03             |
| 29 | Undertaker      | Free Agent     | 26.            | Roman Reigns       | 05:30        | 04             |
| 30 | Roman Reigns    | Raw            | 29.            | Randy Orton        | 05:05        | 03             |